# Kalix sjukhus

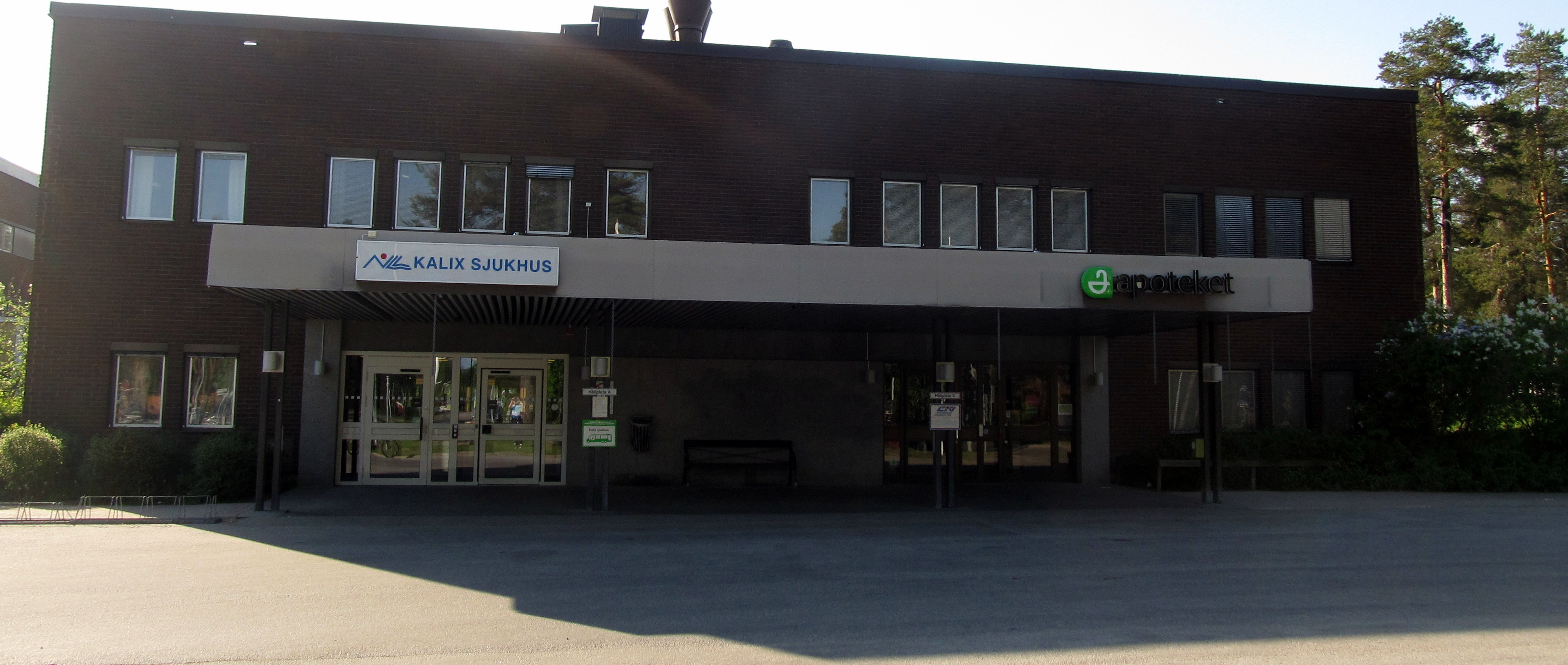
Entren till Kalix sjukhus år 2013. Här stannar lokaltrafikens bussar samt vissa av länstrafikens bussar. Ett apotek finns också.

Kalix sjukhus är ett sjukhus i centrala Kalix, även känt som Kalix lasarett. Det har 400 anställda och 60 vårdplatser (2020). I upptagningsområdet ingår Kalix, Haparanda, Övertorneå och Överkalix kommun.

## Om sjukhuset
Det ursprungliga sjukhuset byggdes som ett epidemisjukhus under åren 1922 och 1923. Arkitekt var Olof Lundgren.  Själva byggnadsarbetena gjordes på entreprenad av byggnadsfirman Rosenström och Larsson i Luleå. Robert Rosenström (f.1890) var ansvarig för byggnadsarbetena. Totala kostnaden för sjukhuset uppgavs vara 492 083 kr varav byggnadsarbetena 237 856 kr. Till byggnadskostnaderna bidrog Norrbottens Läns Landsting med 150 000 kr. S A Englund var också med och byggde sjukhuset. Sjukhuset invigdes söndag den 2 december 1923 och verksamheten startade direkt. Landstinget övertog sedan sjukhuset år 1937.

### Tiden innan sjukhuset fanns
År 1885 donerades till Nederkalix socken ett äldre bostadshus av träpatronen Johan August Bergman som kom att bli Kalix sjukstuga. En sjukstuga var en mindre, kommunal eller enskild inrättning för sluten men mindre krävande sjukvård, ursprungligen avsedd för mindre bemedlade patienter. Sjukstugan var i bruk fram till år 1923 då det nya sjukhuset kom att invigas. 

## Historik
Operationsverksamheten vid Kalix sjukhus lades ner under år 2012, efter ett beslut i Norrbottens regionfullmäktige (före detta landstinget) den 12 april samma år, och skulle leda till besparingar på sju miljoner kronor. Röstningen slutade med 39 röster för, och 30 röster emot. Beslutet ledde till att tio sköterskor miste jobbet, och att patienter istället behöver åka till Sunderby sjukhus eller Gällivare sjukhus. Omkring 1200 operationer genomfördes årligen i Kalix fram till dess.  Det skedde protester mot nedläggningen redan under 2011 när planerna om beslutet blev känt, och en demonstration anordnades i februari 2011.
År 2016 blev det tal om att stänga intensivvårdsavdelningen, eller att dra ner på de platser som fanns där, och flytta narkos- och röntgenläkarna. I oktober 2016 anordnades en demonstration där över 3000 människor slöt upp för Kalix sjukhus. Frågan utreddes sedan vidare, och i februari 2017 kom beslutet att ingen förändring kommer att genomföras och platserna blev kvar som tidigare.
2018 slogs verksamheterna från Grytnäs hälsocentral samman med Kalix hälsocentral. Det innebar i praktiken att verksamheten i Grytnäs stängdes och personalen flyttades till Kalix. Anledningen var för att se till att hjälpa patienter att få den bästa hjälpen de behöver utifrån deras behov.
Under 2020 fick Kalix sjukhus ta emot utmärkelsen "Årets strokeenhet 2019". 
Sommaren 2021 meddelade Region Norrbotten att de såg över möjligheterna att kunna starta upp operationsverksamhet vid sjukhuset igen. De tidigare lokalerna var för dåvarande uthyrda till ett privat vårdföretag sedan 2019. Senare den 5 oktober öppnade Kalix sjukhus sin operationsverksamhet igen.